# Cerchiaraite-(Mn)
La cerchiaraite-(Mn) è un minerale precedentemente conosciuto come cerchiaraite.

## Etimologia
Il nome deriva dalla località di rinvenimento: la miniera di manganese di Cerchiara, località del comune ligure di Borghetto di Vara.